# Profane Nexus
Profane Nexus è l'undicesimo album in studio del gruppo musicale death metal Incantation, pubblicato nel 2017 dalla Relapse Records.

## Tracce
1. Muse – 5:11
2. Rites of the Locust – 3:06
3. Visceral Hexahedron – 5:15
4. The Horns of Gefrin – 3:46
5. Incorporeal Despair – 3:20
6. Xipe Totec – 1:01
7. Lus Sepulcri – 4:25
8. Stormgate Convulsions from the Thunderous Shores of Infernal Realms Beyond the Grace of God – 2:12
9. Messiah Nostrum – 4:20
10. Omens to the Altar of Onyx – 3:56
11. Ancients Arise – 6:00

## Formazione
- John McEntee - chitarra, voce
- Chuck Sherwood - basso
- Kyle Severn - batteria